# Tongo (Sänger)

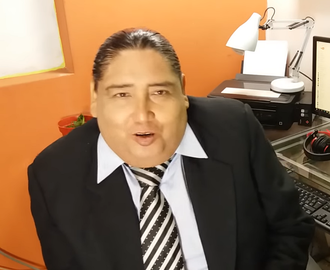
Abelardo Gutiérrez Alanya (2022)

José Abelardo Gutiérrez Alanya (* 24. September 1957 im Distrikt El Tambo, Peru; † 10. März 2023 in Lima), bekannt unter seinem Künstlernamen Tongo, war ein peruanischer Sänger und Entertainer. Er begann seine Musikkarriere 1980 als Sänger der peruanischen Cumbia, einer Art populärer Musik. Tongo war außerhalb seiner musikalischen Nische (traditionell der Unterschicht) weitgehend unbekannt, bis sein Lied „La pituca“, dessen Thema sich auf sozialen Status und Ungleichheit konzentriert, zu Beginn des 21. Jahrhunderts landesweit bekannt wurde. Im Jahr 2010 listete ihn die peruanische Zeitung El Comercio als einen der beliebtesten Künstler im peruanischen Showbusiness auf.

## Hintergrund
Ein wichtiger Teil von Tongos Erfolg waren seine guten Beziehungen zu den peruanischen Mainstream-Medien und seine Bereitschaft, seine Popularität für kommerzielle Werbung und politische Kampagnen einzusetzen. Seine turbulente Freundschaft mit dem Schriftsteller, Journalisten und Emmy-Preisträger Jaime Bayly erwies sich als besonders entscheidend für Tongos Aufstieg zum Ruhm, da er ein regelmäßiger Gast in Baylys Fernsehprogramm in Peru war. Im Bereich der Politik, abgesehen davon, dass er Baylys Wahl zum Präsidenten mit dem Lied Jaime para Presidente förderte, kandidierte Tongo 2005 erfolglos für den Kongress und verursachte Kontroversen (und eine Belastung für seine Freundschaft mit Bayly), als er 2010 an Lourdes Flores Nanos Kampagne für das Bürgermeisteramt von Lima teilnahm.
Tongos nationaler Ruhm erreichte 2008 seinen Höhepunkt, als er eine absichtlich alberne englische Version von La pituca veröffentlichte. Das Lied, berüchtigt für seine Rechtschreibfehler und fehlerhaften Versübersetzungen, übertraf die Popularität des Originals und wurde sogar ein YouTube-Hit. Danach hat er das Publikum weiterhin mit absichtlich komödiantischen Coverversionen von Mainstream-Songs versorgt, darunter Ai Se Eu Te Pego, Justin Biebers Baby, Psys Gangnam Style, Foster the Peoples Pumped Up Kicks, System of a Downs Chop Suey! und Linkin Parks Numb. Später coverte er Eminems Rap God, Michael Jacksons Billie Jean (Bili Yin) und Eagles’ Hotel California.

## Musikalische Karriere

### 2010–2016
Im Jahr 2011, nach einigen Jahren ohne neue große Hits aufzunehmen, machte Tongo eine Coverversion für den Beatles-Song Let it Be. Unter dem Titel Lady bi war das Lied Tongos erste Coverversion eines Liedes in englischer Sprache. Im selben Jahr führte er es im peruanischen Teleton auf. Nichtsdestotrotz war Tongos größter Erfolg für 2011 seine Coverversion des beliebten Justin-Bieber-Songs Baby. Das Cover wurde sofort zu einer Internet-Sensation und trug zu Tongos Rückkehr zu den wichtigsten Veranstaltungsorten für populäre Musik in Peru bei. Beide Songs folgten dem Trend von La pituca (en Ingles), indem sie absichtlich verbal falsches Englisch verwendeten.

### 2017 YouTube-Cover
Ende 2016 spielte Tongo ein Cover von Chop Suey! von System of a Down, das von anderen YouTube-Kanälen und Medien Aufmerksamkeit erhielt. Anschließend coverte Tongo Linkin Parks Numb.
Am 20. Juli 2017, nach dem Tod von Chester Bennington, gab Tongo bekannt, dass er sein Andenken ehren werde, indem er ein Cover von In the End mache. Das Cover wurde am 27. August 2017 veröffentlicht.

### 2020 Entstehung von TikTok
Im Mai 2020 lud Tongo ein Video mit dem Titel TONGO EN TIK TOK. BUSCAME COMO TONGO PERÚ auf YouTube hoch. Er lud sein erstes Video am 14. Mai 2020 unter dem Benutzernamen „tongoperu“ auf TikTok hoch. Seitdem hat er über 78.000 Follower angehäuft und fast täglich neue Videos auf die Plattform hochgeladen.

## Privates
2010 kündigte Jaime Bayly an, Tongo zum Paten seines dritten Kindes zu machen. Der Sänger reagierte positiv auf die Ankündigung und proklamierte sich selbst als Orakel und sagte voraus, dass das Kind ein Mann und zukünftiger Spieler von Sporting Cristal sein werde.
Im Jahr 2011 widmete Tongo dem Cocktail Pisco Sour, inmitten der Feierlichkeiten zum Nationalfeiertag des Cocktails, ein Lied. Der Sänger erklärte: „Der Pisco gehört uns und der Pisco Sour auch. Diesen Samstag müssen wir verteidigen und feiern, wie es sich gehört. Trotzdem alles mit Maß: Wer feiert, fährt nicht.“